# Танегасима
Танега́сима (яп. 種子島 Танэгасима) — остров на юге Японского архипелага. Расположен к югу от острова Кюсю, на границе Тихого океана и Восточно-Китайского моря. Административно относится к японской префектуре Кагосима.

## География

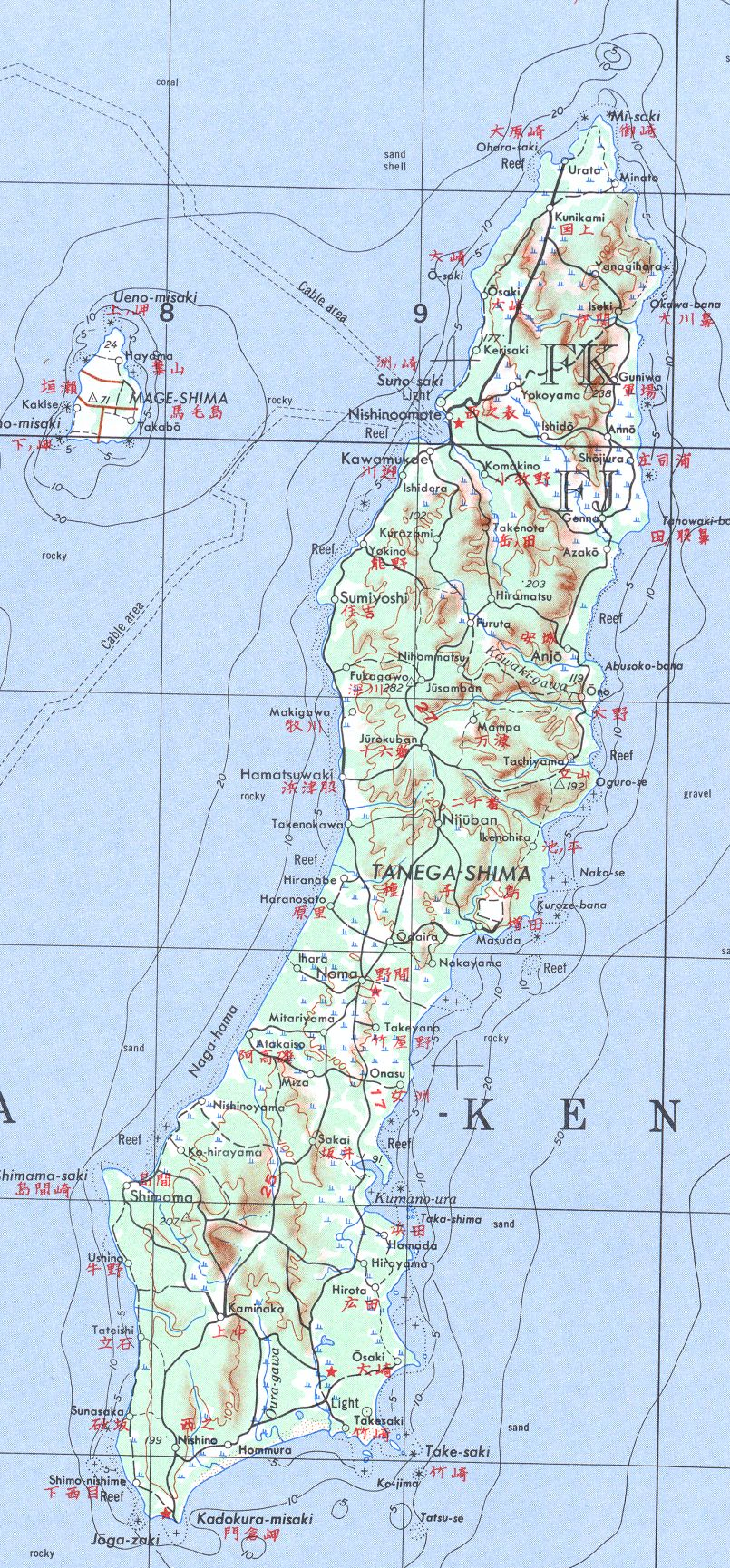
Карта острова Танэгасима

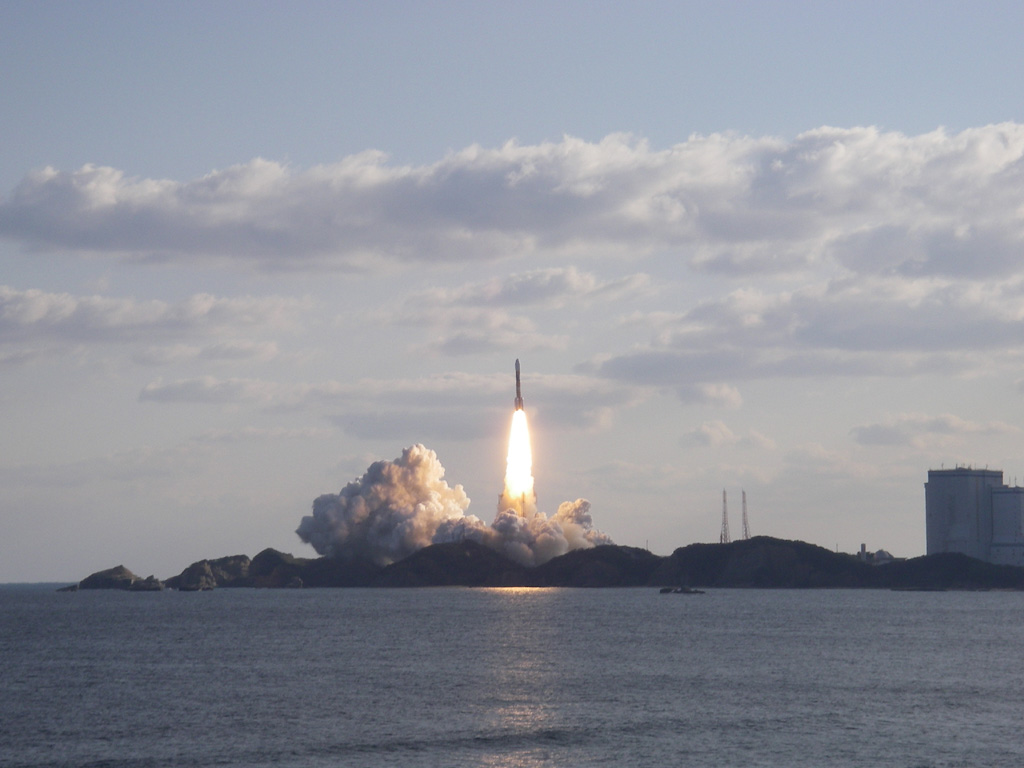
H-IIA стартует из Космического центра Танэгасима

Танегасима расположена на 35 км южнее полуострова Осуми на острове Кюсю. Её протяжённость с севера на юг составляет 60-72 км, с запада на восток — 10-12 км. Вместе с соседними островами Якусима, Кутиноэрабу и Маге она входит в состав островов Осуми.
Формой Танегасима напоминает вытянутое рисовое зерно. Высшая точка острова — 282 м. Рельеф острова преимущественно низинный. Площадь острова составляет 444,3 км². Его восточная часть крутая и скалистая, а западная — пологая, покрытая песчаными пляжами.
Среднегодовая температура на Танегасиме выше 10 °C, а среднегодовое количество осадков составляет 2700 мм. Флора острова представлена субтропическими растениями, а также сельскохозяйственными культурами, такими как батат, табак, арахис, горох, мандарины и т. д. Прибрежные воды богаты разными видами креветок и рыб.

## История
В древние времена Танэгасима была отдельной провинцией государства Ямато, но в VIII веке была объединена с провинцией Осуми. На протяжении XII—XIX веков островом управляли представители рода Танэгасима, которые были вассалами соседнего рода Симадзу, властителей Кагосимы. В 1543 году на Танэгасиме высадились первые европейцы — португальцы, познакомившие местных жителей с огнестрельным оружием. Из-за этого его в Японии часто называли по имени острова — «Танэгасима».

## Административное деление
Административно Танэгасима разделена между тремя муниципалитетами. Север острова занимает город Нисиноомоте, среднюю часть — посёлок Нака-Тане, а южную — Минами-Тане. Оба посёлка составляют округ Кумагэ.

## Космический центр Танегасима
На юго-восточном побережье расположен Космический центр Танегасима, основанный в 1969 году и управляемый Японским агентством аэрокосмических исследований.

## Известные уроженцы и жители
- Мию Уэхара (1987—2011) — модель.